# 모모토리촌
모모토리촌(桃取村)은 일본 미에현 시마군에 설치되었던 촌이다. 현재의 도바시의 일부에 해당한다.